# Juan Luis Anangonó
Juan Luis Anangonó León (Ibarra, 13 aprile 1989) è un calciatore ecuadoriano, attaccante del Marathón.

## Palmarès

### Club

#### Competizioni internazionali
- CONCACAF League: 1

Comunicaciones: 2021